# Hermann Jónasson
Hermann Jónasson, född 25 december 1896, död 22 januari 1976, var en isländsk politiker.

## Biografi
Jónasson var ordförande i isländska Framstegspartiet 1943-1962. Han var Islands statsminister under två ämbetsperioder. Första gången satt han från 28 juli 1934 till 16 maj 1942 som stats- och justitieminister, och den andra gången 24 juli 1956 till 23 december 1958 som statsminister.
Hermann var far till Steingrímur Hermannsson, som även han blev statsminister under 1980-talet.